# Biserica de lemn din Pistrița

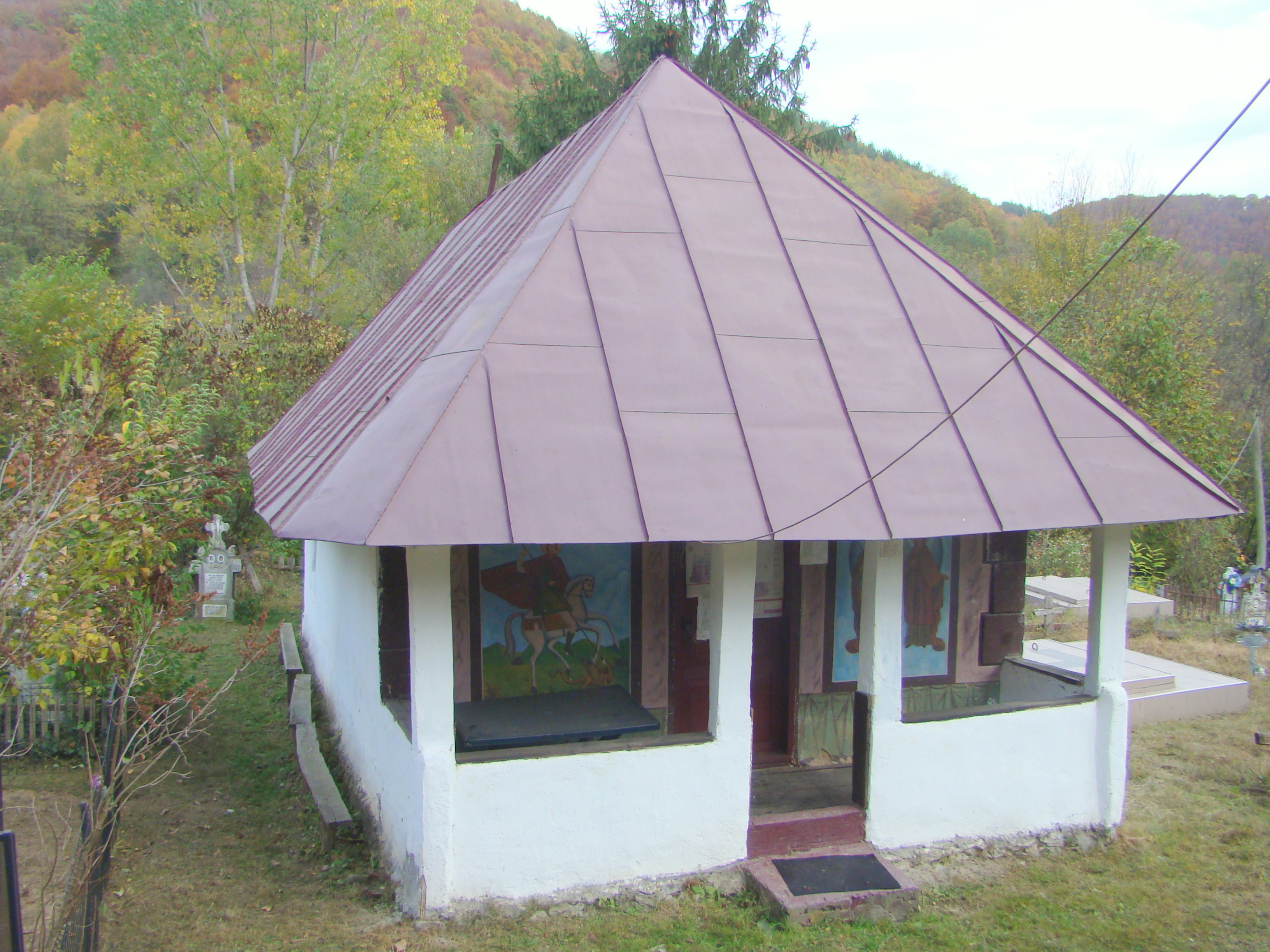
Biserica de lemn „Adormirea Maicii Domnului” din Pistrița, oraș Baia de Aramă, județul Mehedinți, foto: octombrie 2018.

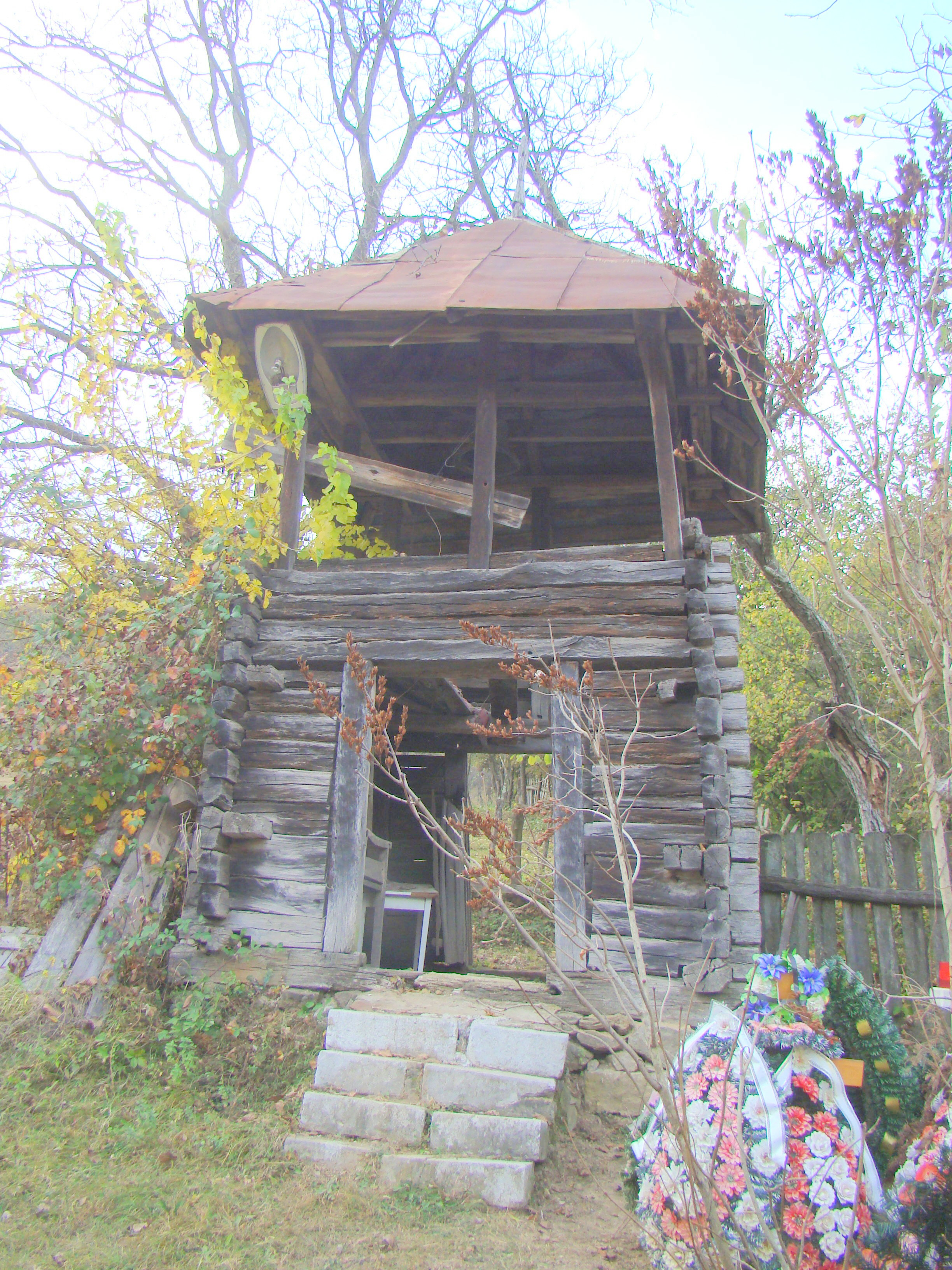
Clopotnița

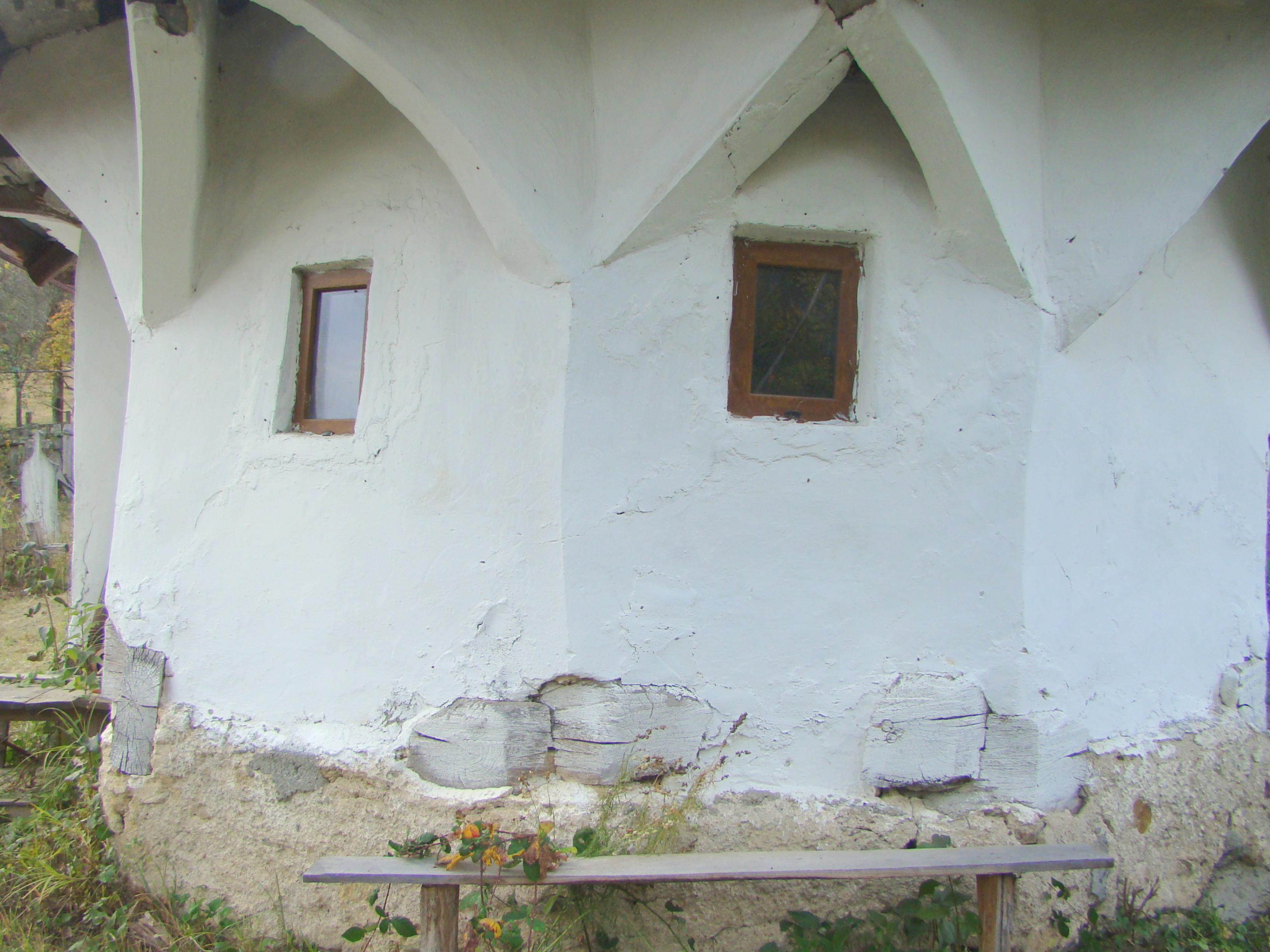
Absida altarului

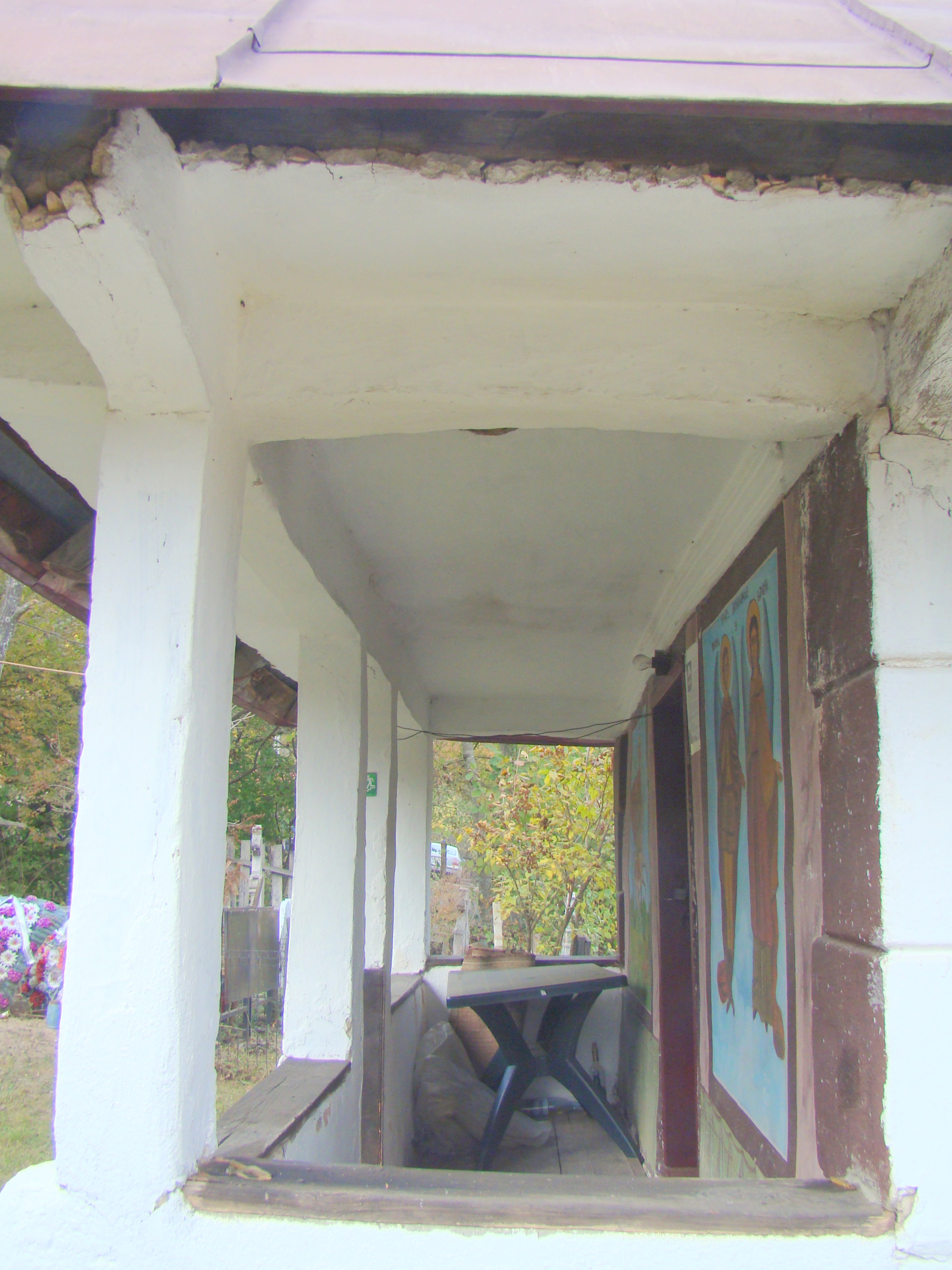
Prispa

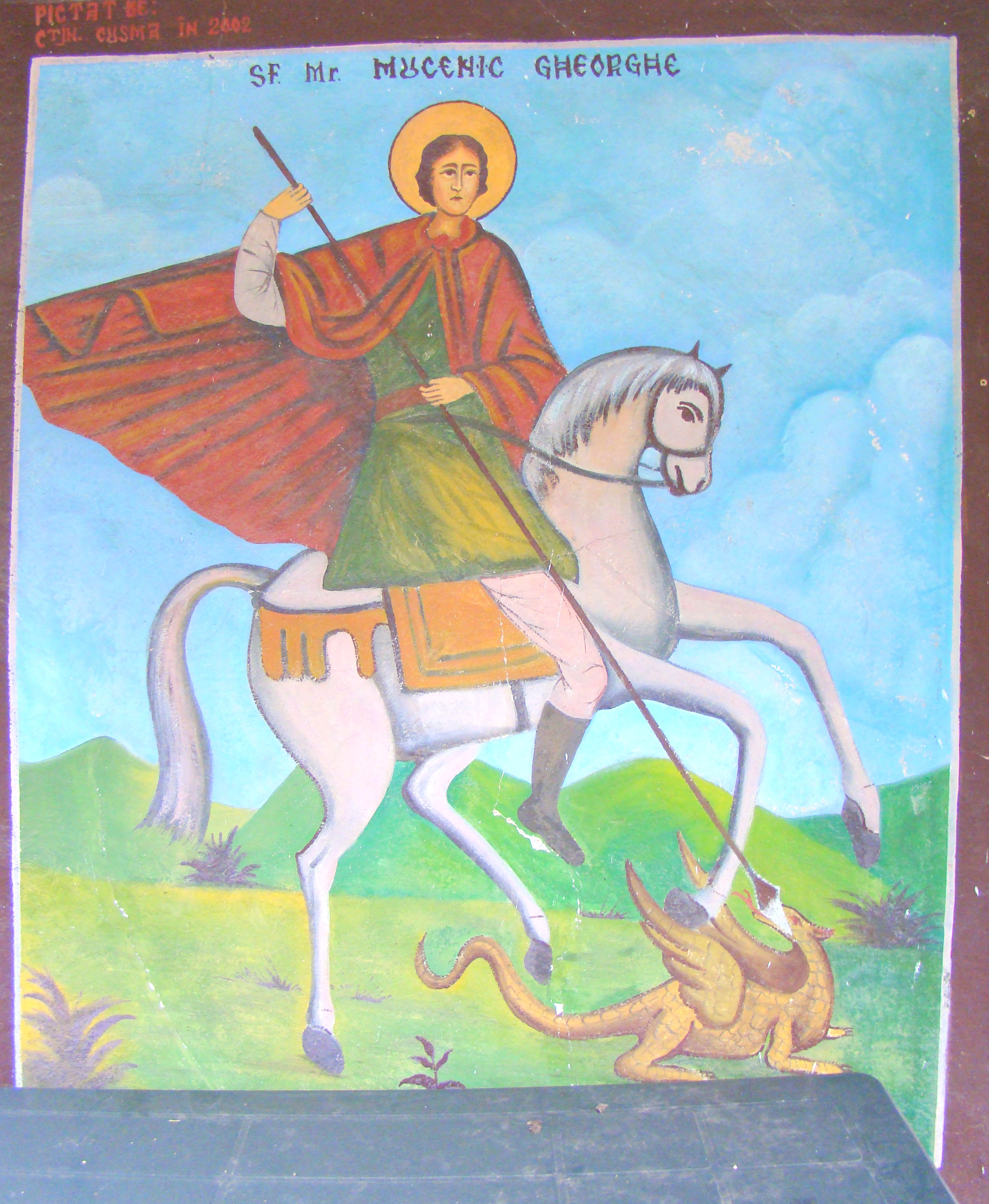
Sfântul Mare Mucenic Gheorghe

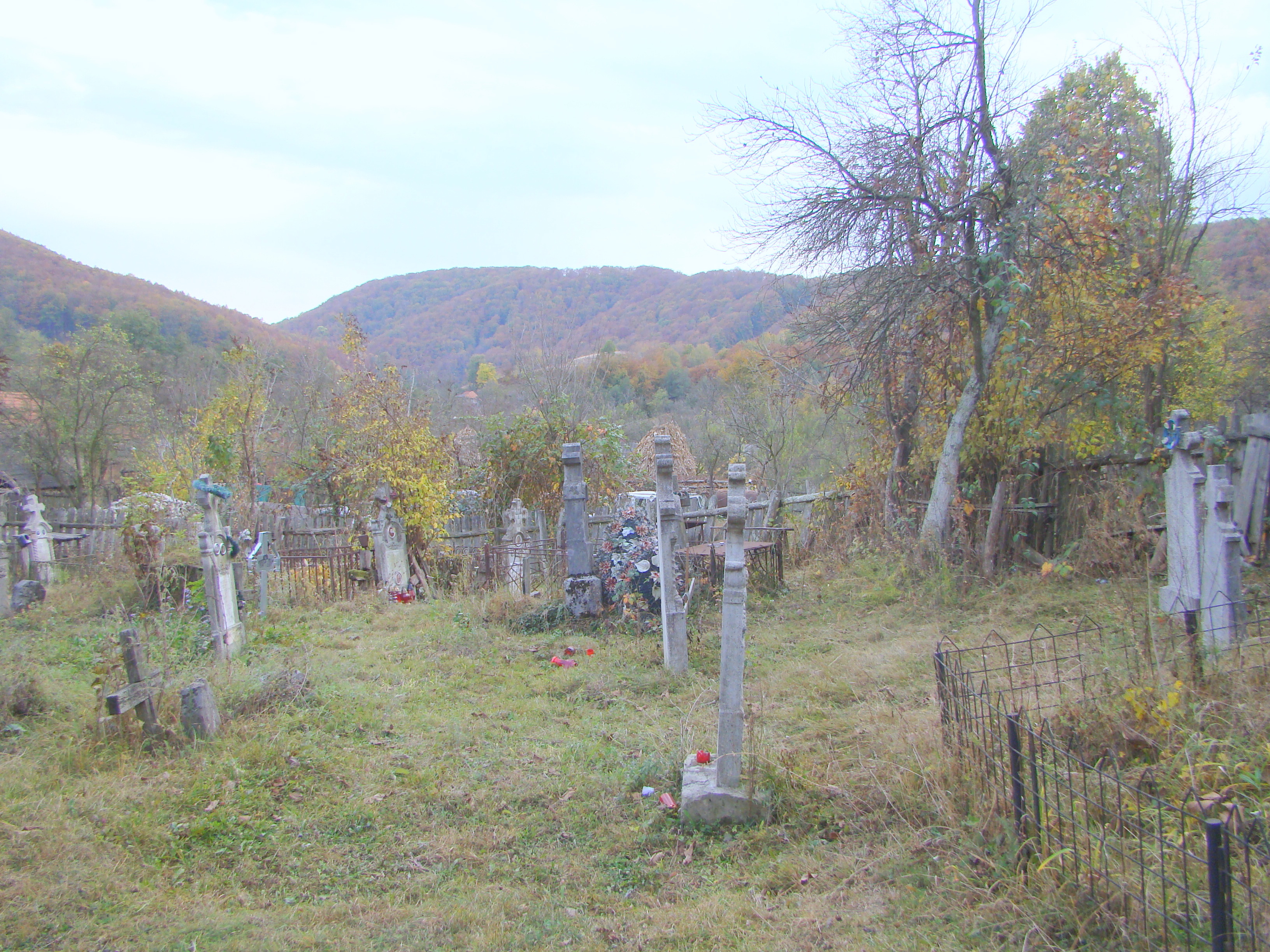
Cimitirul şi împrejurimile

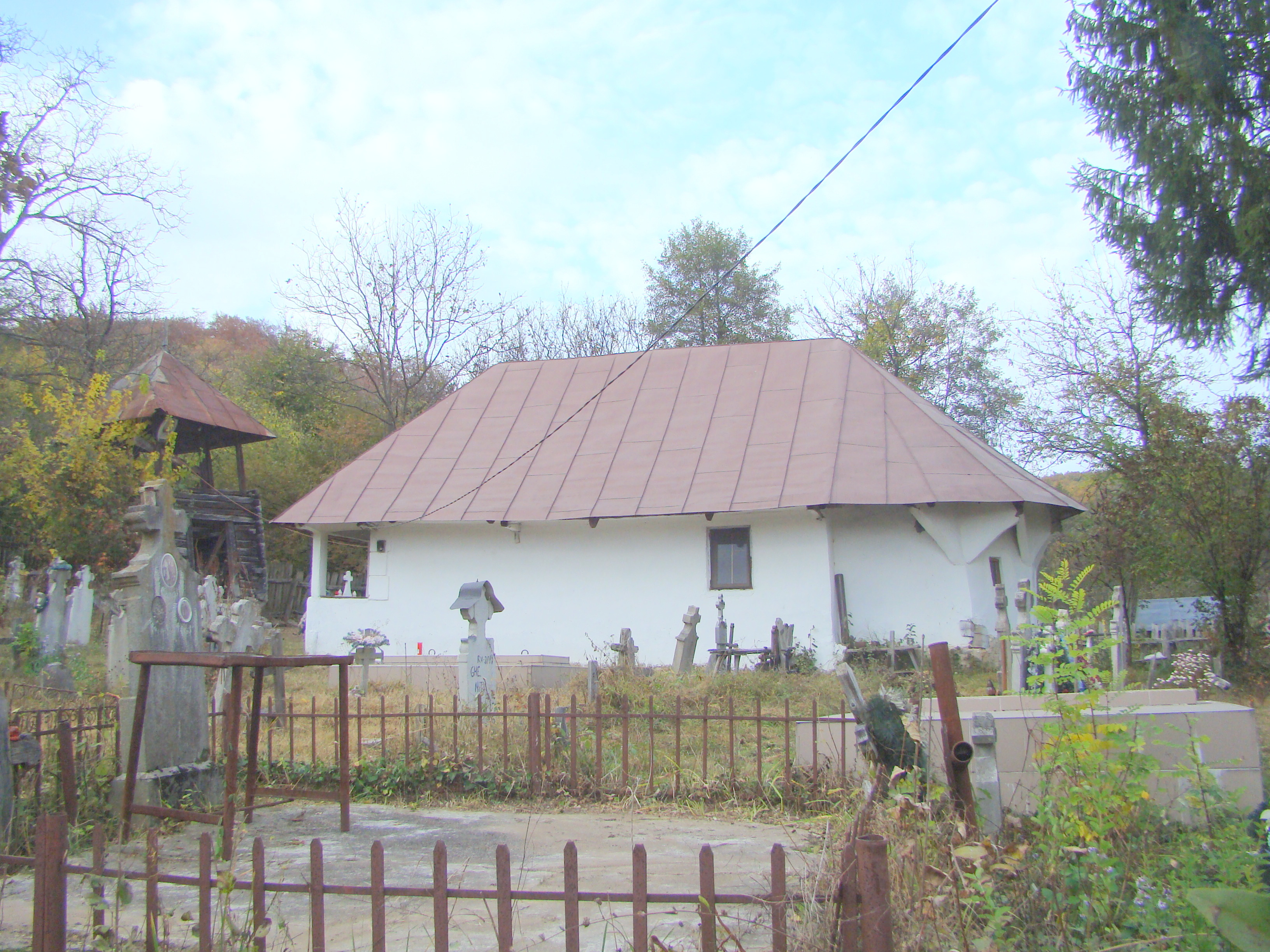
Biserica şi clopotnița (sud)

Biserica de lemn din Pistrița, oraș Baia de Aramă, județul Mehedinți, a fost construită în anul 1819.. Are hramul „Adormirea Maicii Domnului”. Biserica se află pe noua listă a monumentelor istorice sub codul LMI:  MH-II-m-B-10376.

## Istoric și trăsături
Pisania din pronaos glăsuiește: „Această sfântă și Dumnezeiască biserică s-a zidit în anul 1816 și acum, în anul 1905, s-a reparat a doua oară, cu binecuvântarea Sfinției Sale Părintelui Episcop Athanasie Mironescu de către obștea locuitorilor din satul Pistrița prin stăruința preotului N.Orzescu, N.Manțoc, G.Țăpârdea ...(și alte nume șterse)”
Pereții, de mici dimensiuni, înscriu o navă dreptunghiulară, cu altarul decroșat, poligonal, cu cinci laturi. Deși pereții sunt tencuiți se pot remarca consolele în trepte, de mari dimensiuni, de la altar.
Pridvorul are cam un metru lățime, are zugrăvite două scene biblice: Sfântul Gheorghe omorând balaurul și Sfinții Arhangheli, realizate de pictorul local Constantin Cusma. Stâlpii pridvorului sunt îmbrăcați în scândură și nu se mai poate observa dacă au avut ornamente, iar ușa nu mai este cea originală.
Catapeteasma, icoanele și ușile împărătești sunt cele care reliefează valoarea deosebită a bisericii și este necesară restaurarea lor urgentă.
Catapeteasma e formată din mai multe registre: Crucea și moleniile, icoanele mobile din șirul apostolilor (13 bucăți), icoanele prăsnicare (13 bucăți), icoanele împărătești: Iisus Hristos, Maica Domnului cu Pruncul, Arhanghelul Mihail, Adormirea Maicii Domnului (icoana de hram). Pictura acestora a fost realizată de Mihăiță zugravul, la 1819.
Ușile împărătești zugrăvesc pe un fond verde scena Bunei Vestiri. Coloana dintre cele două uși are formă spiralată și reproduce tricolorul. Îngerul care o vestește pe fecioara Maria are o aripă ridicată, iar deasupra, într-un cerc din care se desprind raze, se află porumbelul Sfântului Duh.
O realizare de excepție este icoana Mântuitorului, care ține în mână cartea deschisă. În partea de jos a icoanei este marcat anul 1819.
O altă icoană valoroasă este cea a Maicii Domnului cu Pruncul: Maica Domnului stă pe un jilț de culoare aurie, înveșmântată într-o haină de purpură. Este vegheată de cei doi arhangheli și ține Pruncul în dreptul pântecului, iar acesta poartă o coroană pe cap. La picioarele jilțului se află o inscripție în chirilică și anul 1819.
În pronaos, de mici dimensiuni, se află o icoană a Sfântului Ioan Botezătorul, reprezentat cu aripi, asemeni unui arhanghel, ținând în mâna stângă un papirus, iar degetele mâinii drepte sunt ridicate. Pe bolta pronaosului este zugrăvită Maica Domnului cu Pruncul, iar pe cea a naosului, Pantocratorul. Bolta este realizată din scândură rezistentă de gorun, bine încheiată, după modelul unei putini.
Icoanele sunt degradate de carii, fenomen accentuat mai ales la icoana Arhanghelul Mihail, la care vopseaua s-a exfoliat în partea dreaptă și în jurul gâtului.
Din patrimoniul bisericii fac parte și cărți vechi: 12 mineie, apărute în anul 1862 la Râmnic, Apostol (1856), Cazanie (1850) și o Evanghelie din secolul XIX.

## Galerie de imagini

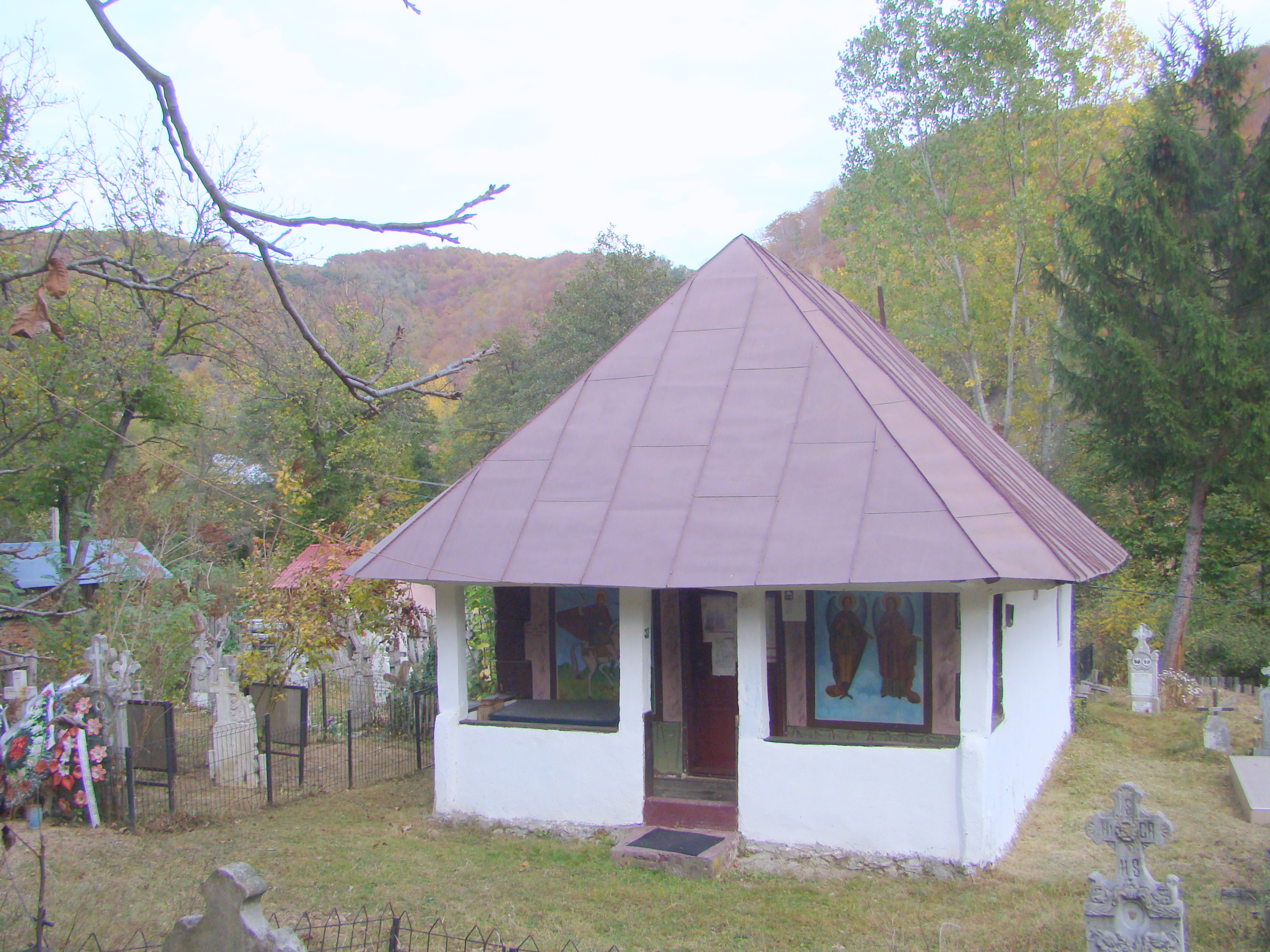
Biserica (vest)
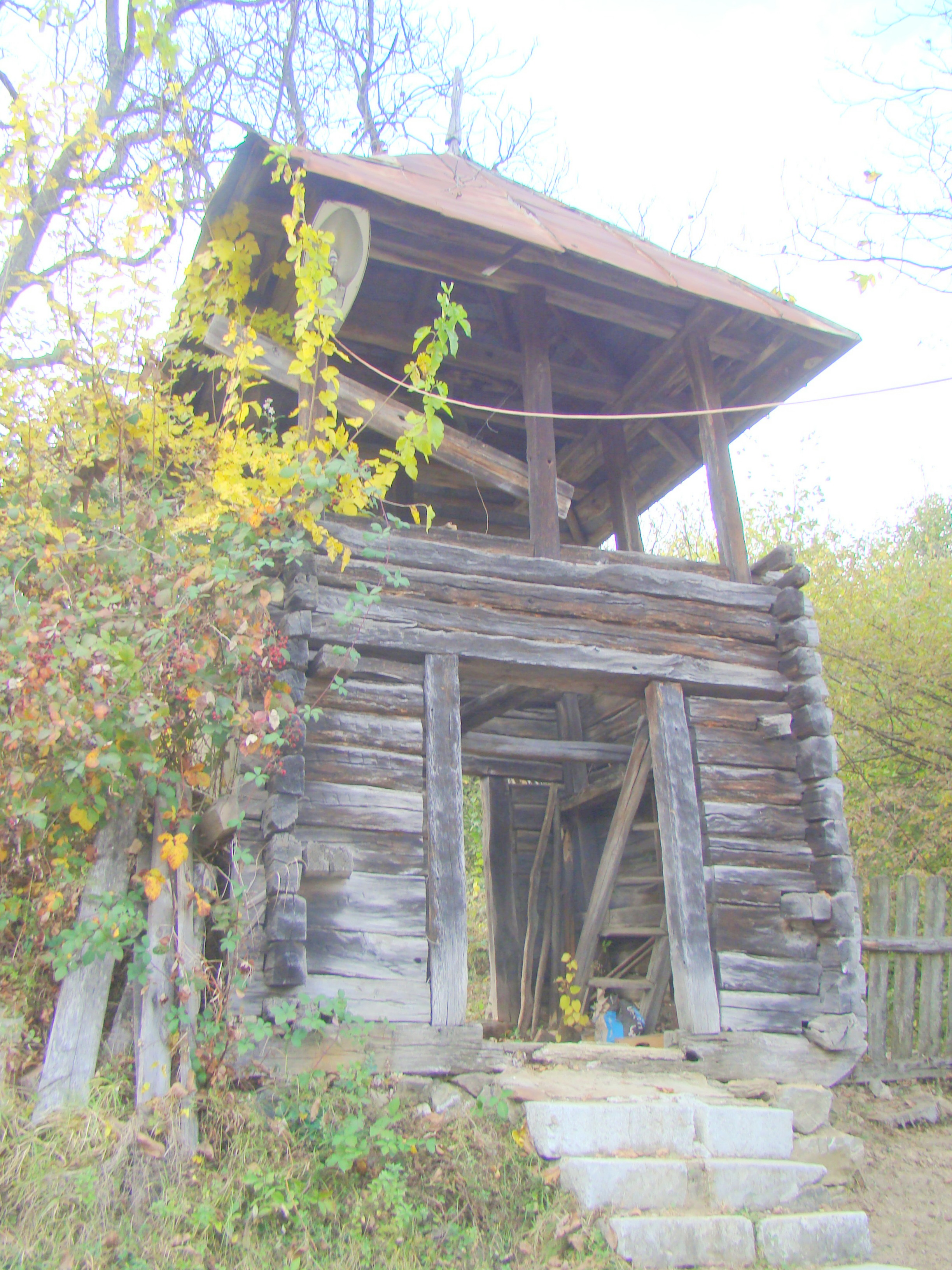
Clopotnița
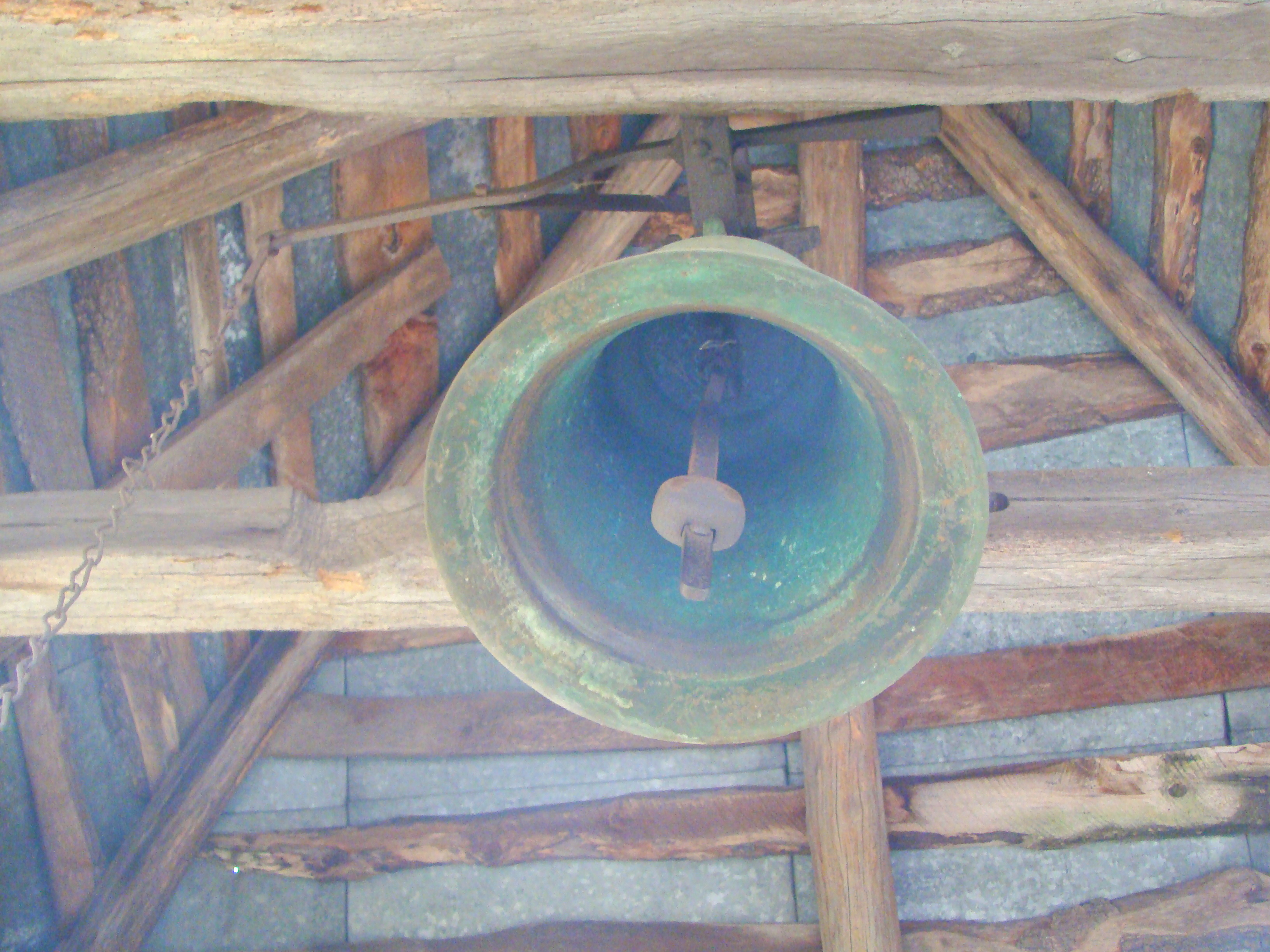
Clopotul
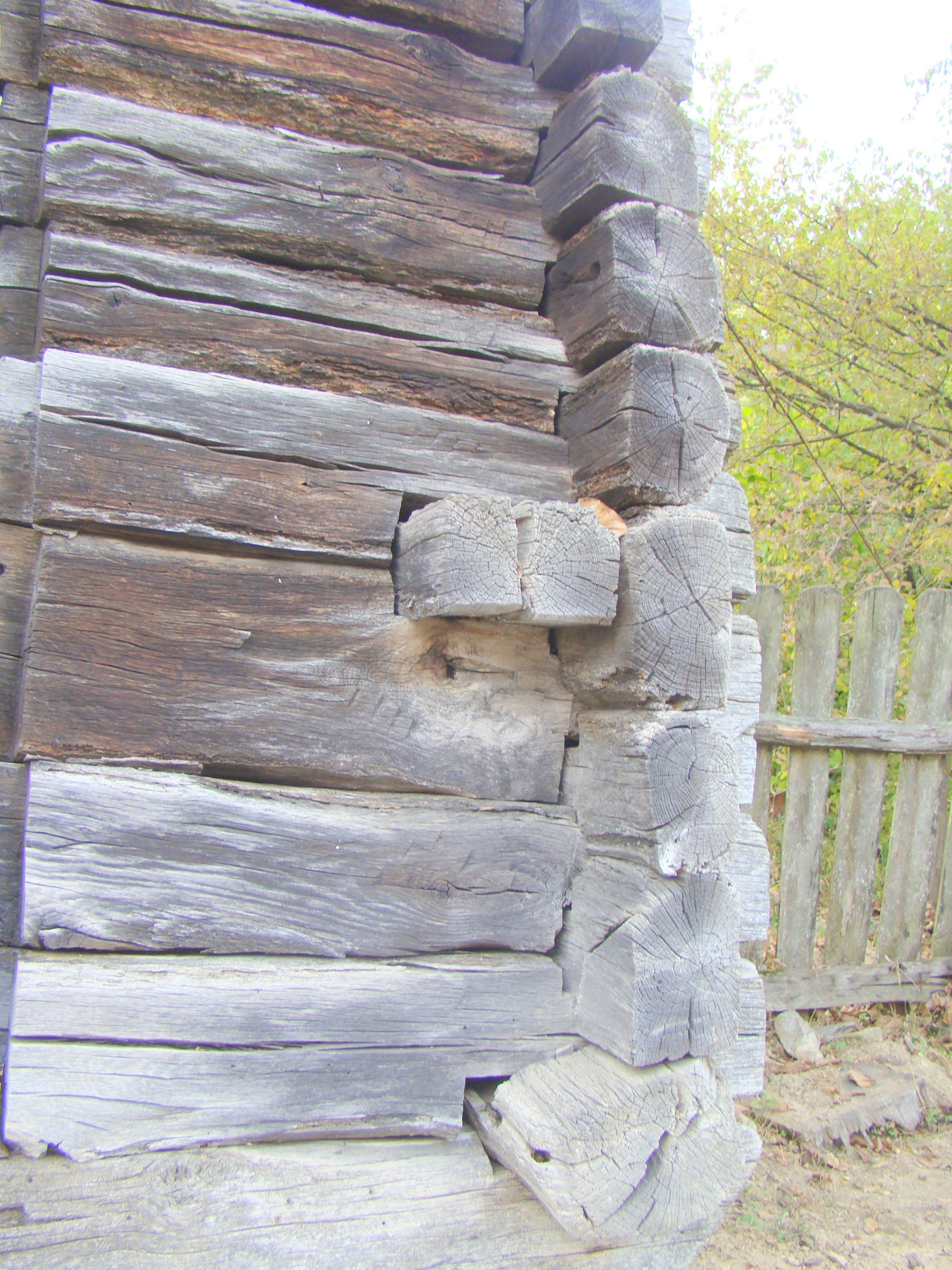
Clopotnița de lemn (îmbinări)
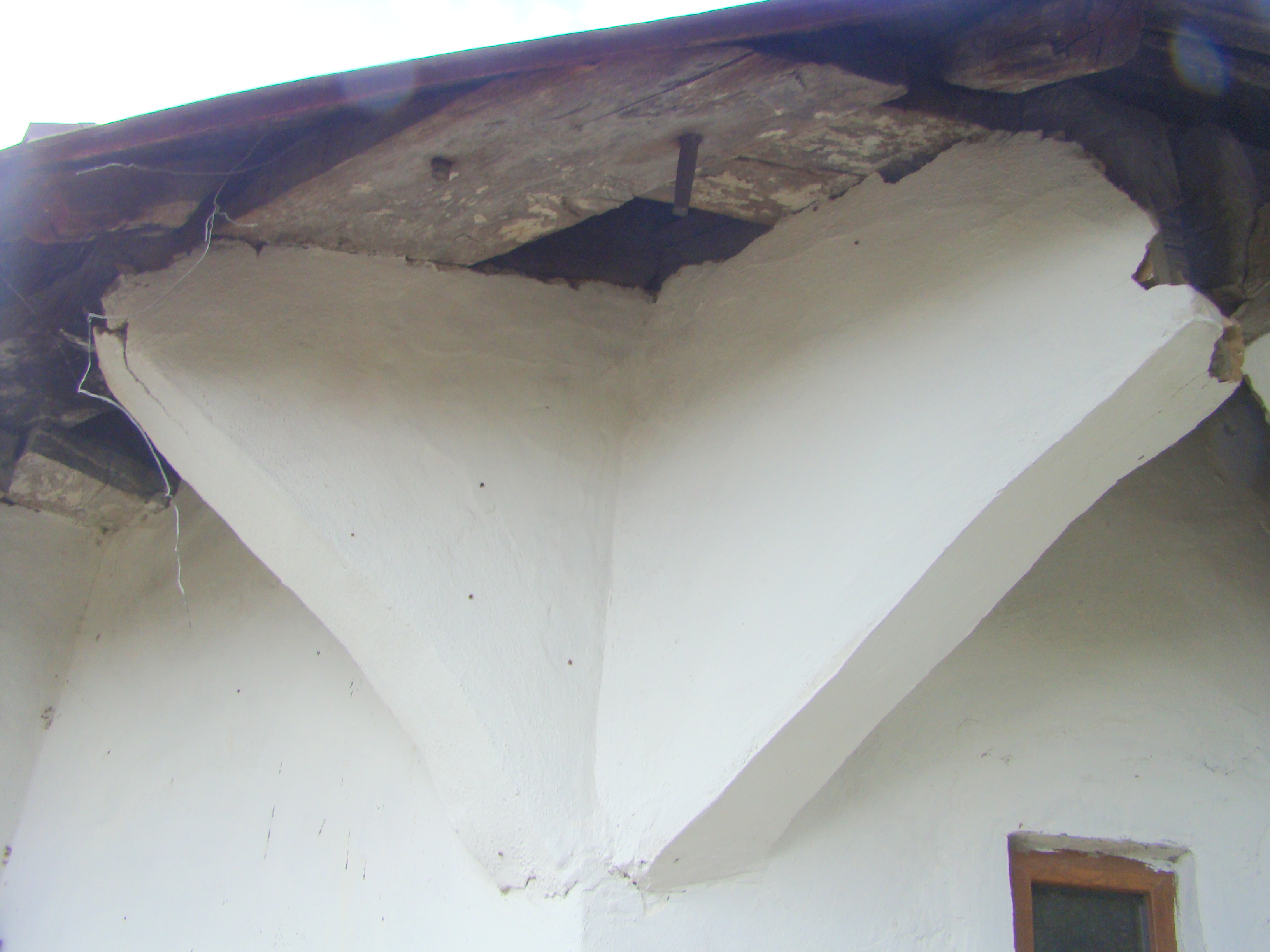
Console
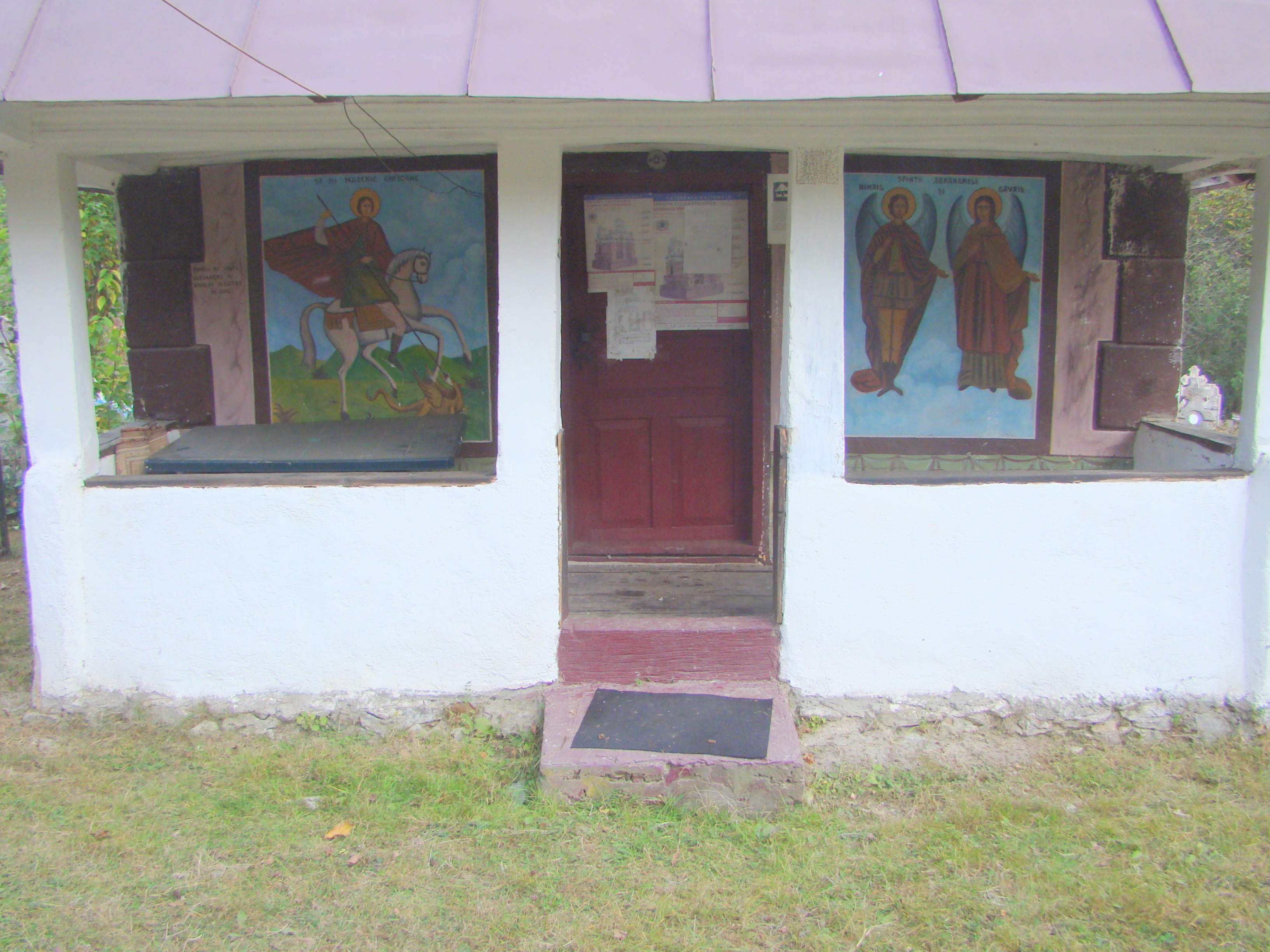
Prispa
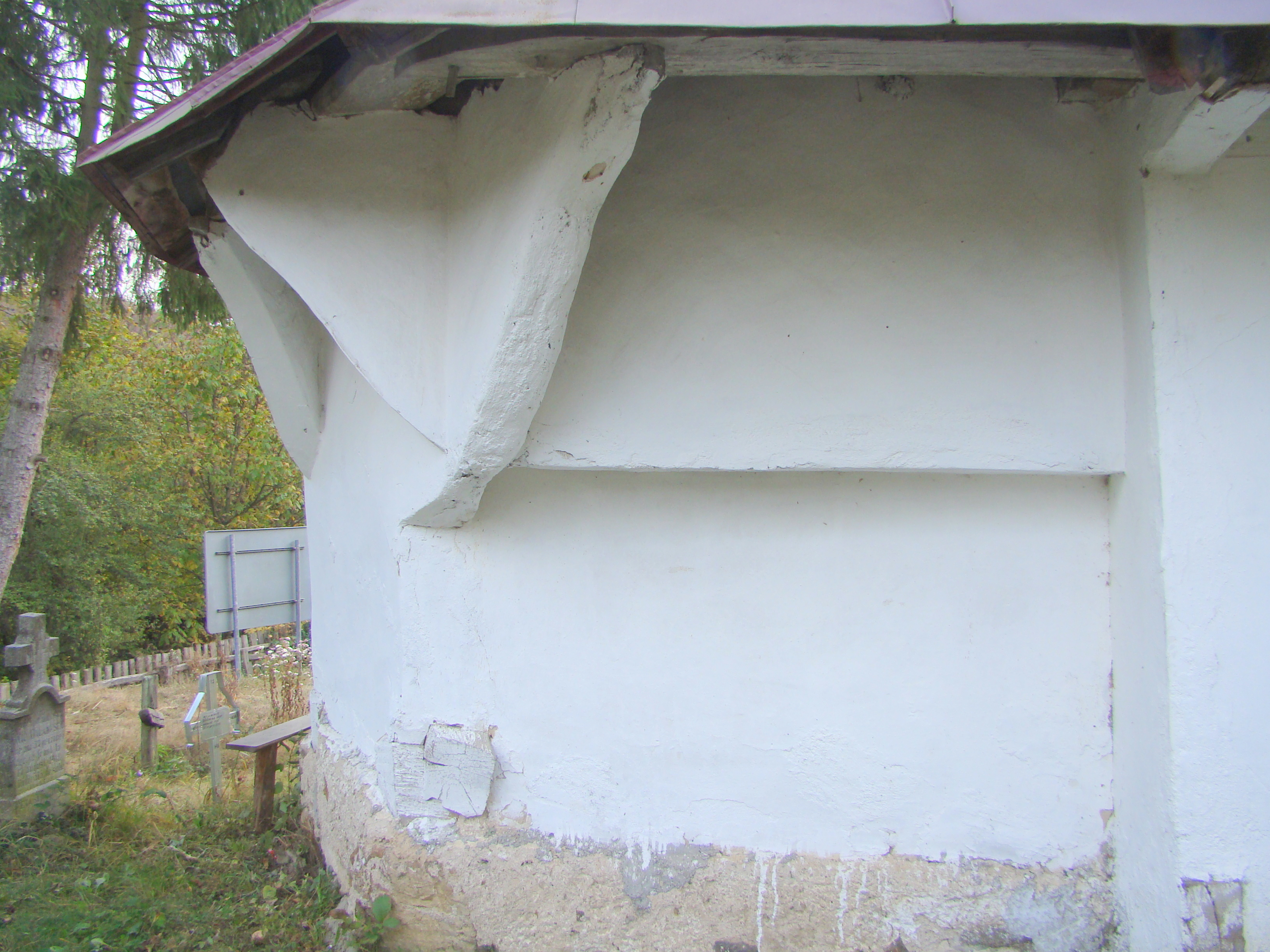
Decroșul altarului
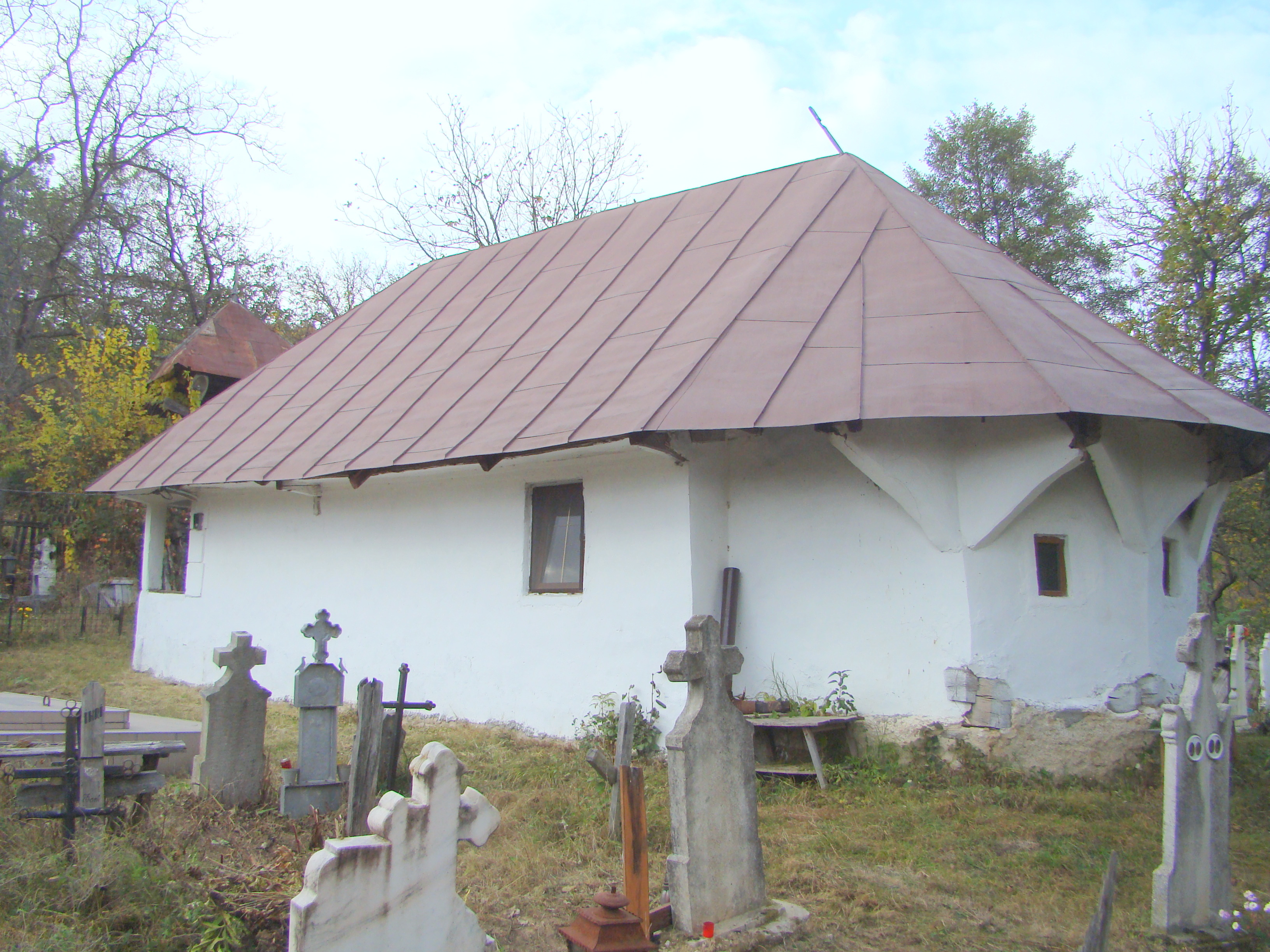
Biserica (sud-est)
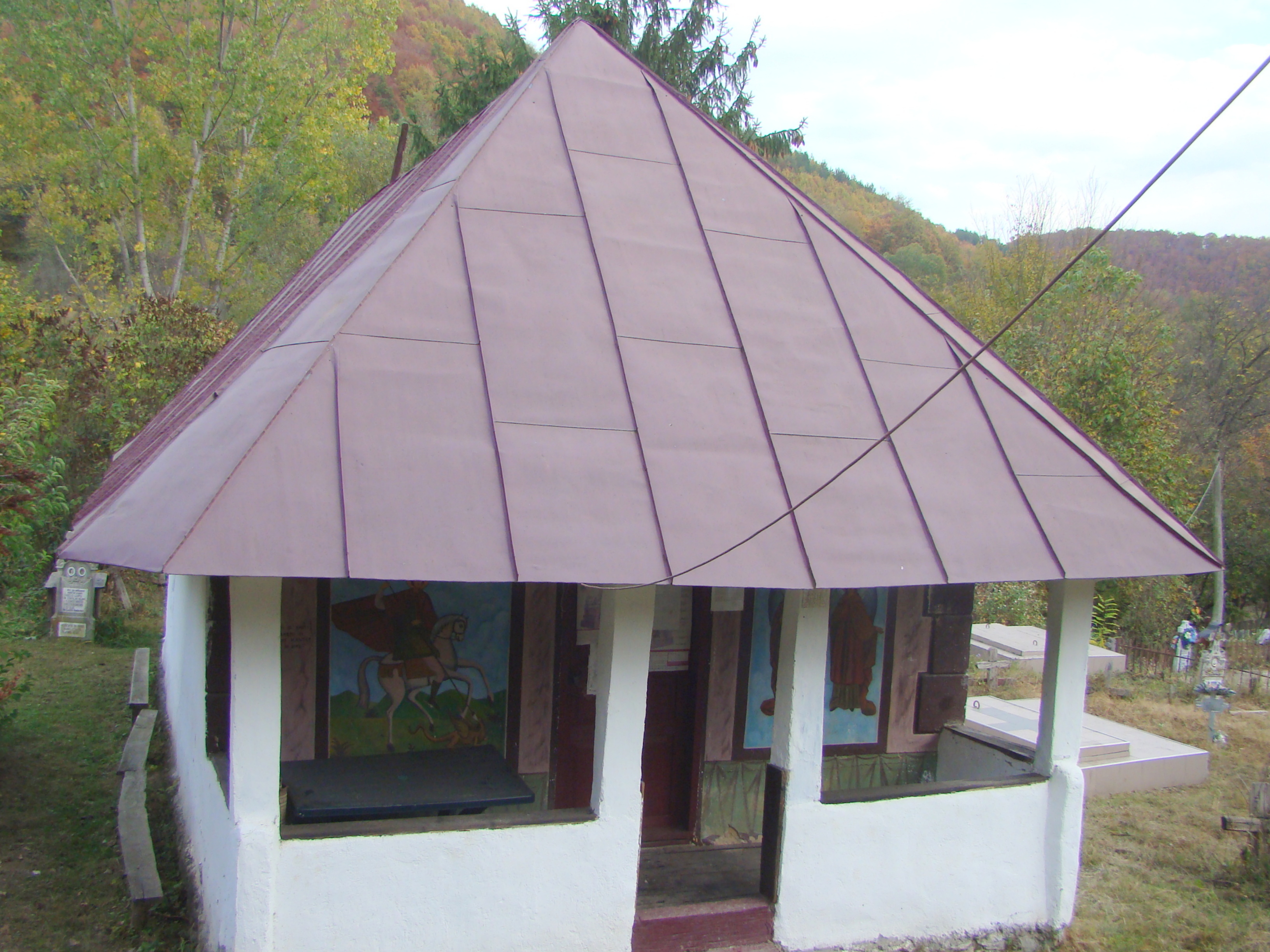
Biserica (vest)
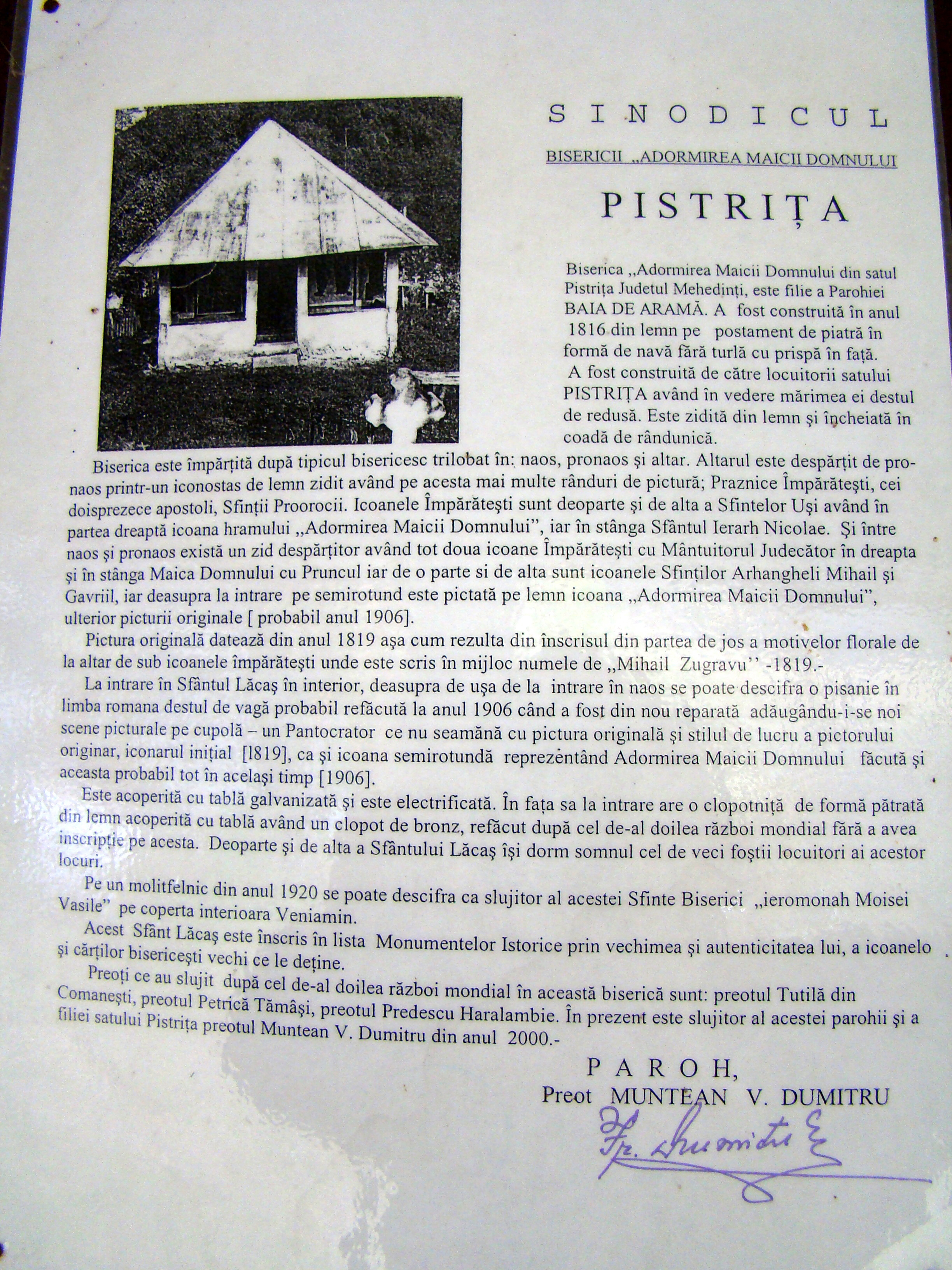
Sinodic
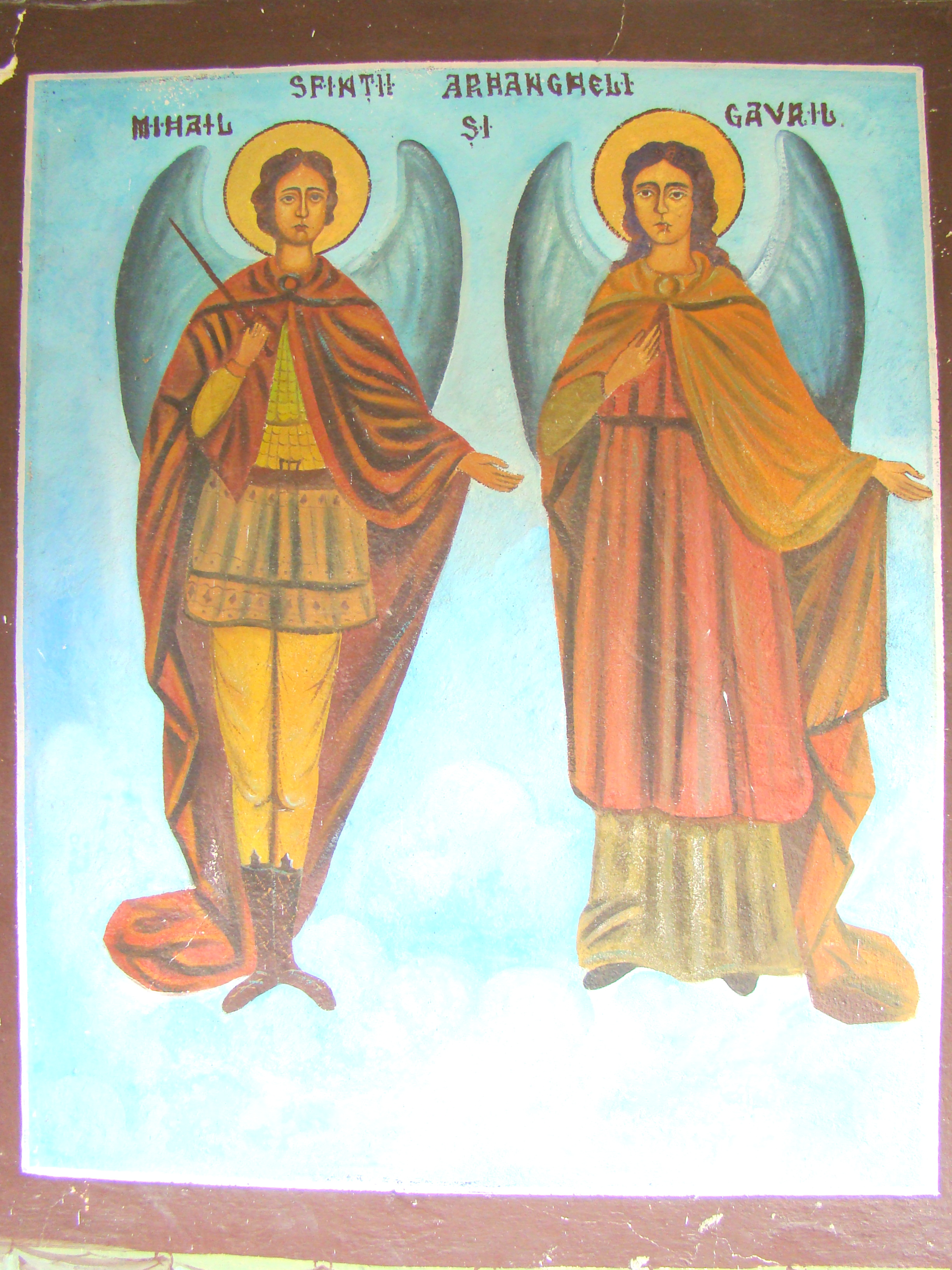
Sfinții Arhangheli Mihail și Gavriil
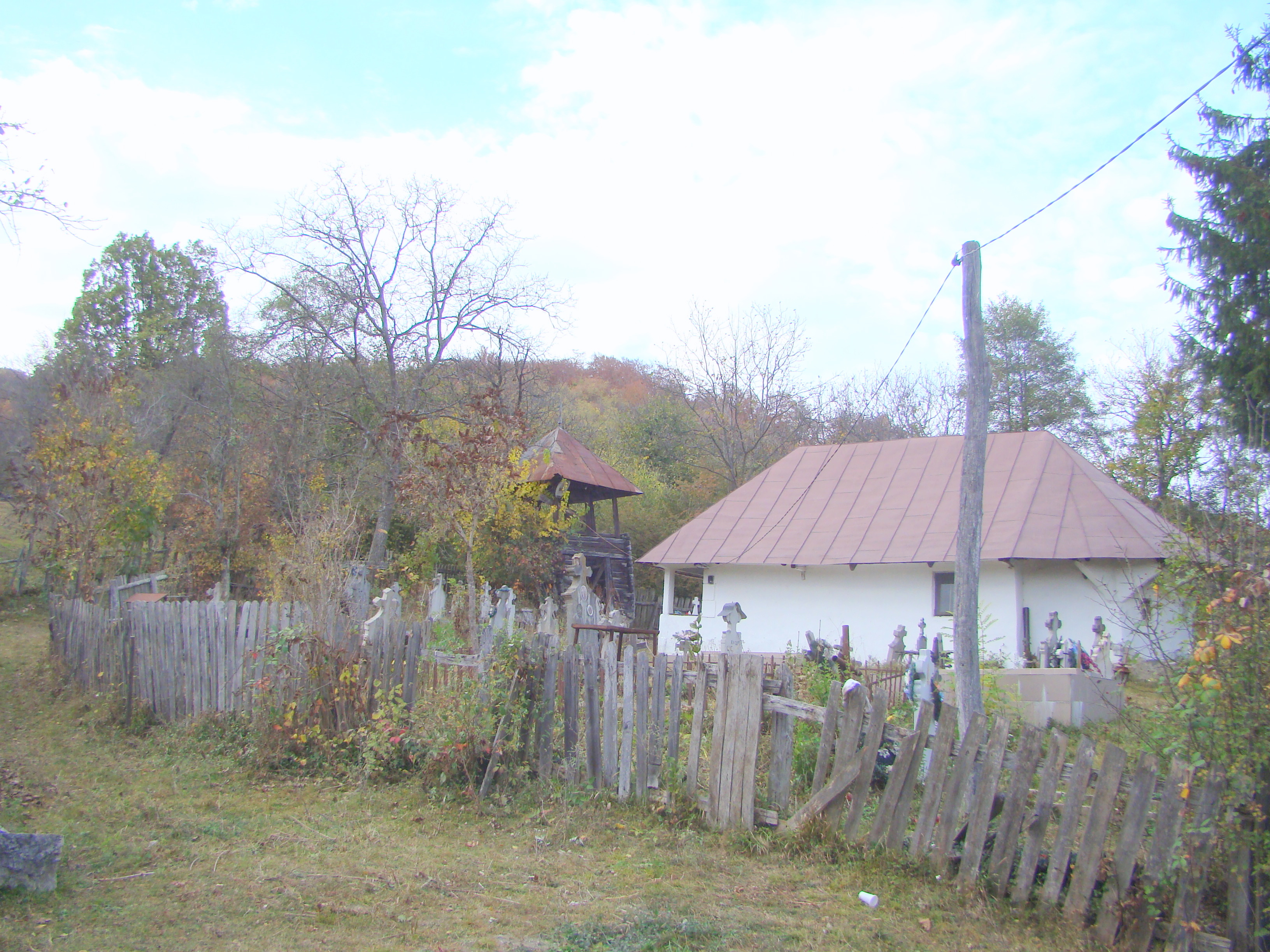
Biserica şi împrejurimile